# Nahitan Nández
Nahitan Michel Nández Acosta (Punta del Este, 28 dicembre 1995) è un calciatore uruguaiano, centrocampista dell'Al-Qadisiya e della nazionale uruguaiana.

## Biografia
Grazie alle sue origini possiede il passaporto italiano.

## Caratteristiche tecniche
Nasce come trequartista classico, poi adattato al ruolo di regista basso davanti alla difesa; oggi impiegato come mezzala o esterno destro di centrocampo. Dotato di fisico minuto ma compatto, abbina un'ottima visione di gioco a una notevole dinamicità e aggressività, che fanno di lui un centrocampista bravo a disimpegnarsi in entrambe le fasi di gioco. Abile nelle discese palla al piede, è in possesso di un buon dribbling e di un buon cross, nonché di un ottimo tiro dalla distanza. Giocatore di grande personalità, eccelle nella protezione e nella gestione della palla, anche sotto pressione. È bravo anche a recuperare palloni, soprattutto nel gioco aereo, potendo contare su un'ottima elevazione nonostante la statura minuta, che gli permette di avere la meglio anche sugli avversari più alti. Si distingue anche per la corsa, essendo un atleta avvezzo a percorrere un elevato numero di chilometri a partita.

## Carriera

### Club

#### Inizi
Originario di Maldonado, muove calcisticamente i primi passi giocando nelle giovanili di diverse squadre locali, come Atenas, Atlético Fernandino e Ituzaingó. Dopo una prima e breve esperienza lontano da casa tra le file del Defensor, nel 2013 viene acquistato dal Peñarol su segnalazione dell'osservatore Alvaro Reguiera. Esordisce con il club di Montevideo nella stagione 2013-2014, quando subentra ad Antonio Pacheco in un match contro il Danubio. Pur nascendo come trequartista, Nández in quell'annata viene schierato in mediana per sfruttare al meglio le sue caratteristiche, venendo spesso chiamato a svolgere compiti di contenimento e copertura; sotto la direzione di Jorge Fossati gioca in totale 5 partite. Con l'arrivo in panchina di Paolo Montero, conquista stabilmente il posto da titolare, divenendo, all'età di 21 anni e 39 giorni, anche il più giovane capitano della storia del Peñarol.

#### Boca Juniors
Nell'agosto 2017 si trasferisce al Boca Juniors in Argentina. Si mette subito in luce con buone prestazioni, e contro il Godoy Cruz arriva la sua prima rete in maglia xeneize. Nonostante la giovane età, Nández si assicura in breve tempo un posto nell'undici iniziale della squadra allenata da Barros Schelotto, complice anche l'infortunio dell'allora titolare Fernando Gago; nel novembre 2017 un suo gol decide il Superclásico contro i rivali del River Plate. Con il Boca vince campionato e supercoppa nazionale, arrivando inoltre in finale di Copa Libertadores, dove la sua squadra esce sconfitta dal doppio confronto con i Millonarios.

#### Cagliari
Il 10 agosto 2019 viene ufficializzato il suo passaggio al Cagliari, che lo preleva dal Boca Juniors per una cifra complessiva pari a 18 milioni di euro, rendendo Nández l'acquisto più oneroso nella storia cagliaritana. Otto giorni più tardi fa il suo debutto con la nuova maglia nel terzo turno di Coppa Italia, subentrando a Marko Rog nella partita casalinga vinta per 2-1 contro il ChievoVerona e, il 25 dello stesso mese, esordisce ufficialmente anche in Serie A, in occasione della sconfitta interna col Brescia (0-1). Diventa fin da subito titolare degli isolani, peraltro fornendo a João Pedro l'assist per il momentaneo pareggio contro l'Inter, vittorioso per 1-2. Il 27 ottobre segna il suo primo gol in Serie A contro il Torino nella partita pareggiata per 1-1, per poi ripetersi esattamente 8 mesi più tardi, il 27 giugno 2020, nella partita di ritorno, vinta per 4-2 dai rossoblù. Finisce la stagione totalizzando 2 gol e 4 assist. Il 27 novembre 2020, nella stagione successiva, segna all'andata il gol del 2-0 contro la Sampdoria in casa; mentre il 2 maggio 2021 segna il gol del pareggio al 94' in Napoli-Cagliari (1-1), permettendo alla formazione sarda di ottenere un punto importante per la corsa salvezza. Oltre ai 2 gol, durante il campionato mette a disposizione 3 assist per la squadra.
La stagione seguente Nández, da tempo al centro di voci di mercato, gioca solo 21 partite di campionato che termina con la retrocessione del club sardo. Nández rimane in Sardegna anche l’anno seguente, e con 37 presenze complessive tra campionato e play-off contribuisce all’immediato ritorno del Cagliari in Serie A.
Il 24 maggio 2024, dopo aver contribuito alla salvezza dei sardi in campionato, Nández annuncia il proprio addio al Cagliari al termine della stagione, lasciando così il club rossoblu dopo cinque anni.

#### Al-Qadsiah
Poco dopo l'annuncio dell'addio al Cagliari, viene annunciato ufficialmente l'ingaggio di Nández da parte dell'Al-Qadsiah, squadra neopromossa nella massima serie saudita.

### Nazionale
Dopo aver giocato quasi 20 partite con l'Under-20, debutta in Nazionale maggiore il 9 settembre 2015 rimpiazzando Diego Rolán al 37º minuto dell'amichevole persa per 1-0 contro la Costa Rica.
Dal 2017, viste le buone prestazioni offerte coi club, diviene un perno del centrocampo della Celeste.
Il 2 giugno 2018 viene inserito nella lista dei 23 convocati per i Mondiali di Russia 2018, in cui è titolare del centrocampo della squadra in 4 partite su 5.
L'anno successivo viene invece convocato per la Copa América, e anche questa volta è titolare della squadra. La sua convocazione verrà riconfermata anche per la successiva edizione del torneo continentale, dove l'Uruguay si fermerà ai quarti di finale fermato ai rigori dalla Colombia, con la quale ha pareggiato 0-0.

## Statistiche

### Presenze e reti nei club
Statistiche aggiornate al 3 febbraio 2025.
| Stagione            | Squadra             | Campionato          | Campionato | Campionato | Coppe nazionali | Coppe nazionali | Coppe nazionali | Coppe continentali | Coppe continentali | Coppe continentali | Altre coppe | Altre coppe | Altre coppe | Totale | Totale |
| Stagione            | Squadra             | Comp                | Pres       | Reti       | Comp            | Pres            | Reti            | Comp               | Pres               | Reti               | Comp        | Pres        | Reti        | Pres   | Reti   |
| ------------------- | ------------------- | ------------------- | ---------- | ---------- | --------------- | --------------- | --------------- | ------------------ | ------------------ | ------------------ | ----------- | ----------- | ----------- | ------ | ------ |
| 2013-2014           | Peñarol             | PD                  | 5          | 0          | -               | -               | -               | CS                 | 1                  | 0                  | -           | -           | -           | 6      | 0      |
| 2014-2015           | Peñarol             | PD                  | 9+1        | 0          | -               | -               | -               | -                  | -                  | -                  | -           | -           | -           | 10     | 0      |
| 2015-2016           | Peñarol             | PD                  | 27+1       | 1          | -               | -               | -               | CL+CS              | 5+1                | 0                  | -           | -           | -           | 34     | 1      |
| 2016                | Peñarol             | PD                  | 13         | 0          | -               | -               | -               | -                  | -                  | -                  | -           | -           | -           | 13     | 0      |
| 2017                | Peñarol             | PD                  | 14+6       | 5+2        | -               | -               | -               | CL                 | 4                  | 0                  | -           | -           | -           | 24     | 7      |
| Totale Peñarol      | Totale Peñarol      | Totale Peñarol      | 76         | 8          |                 | -               | -               |                    | 11                 | 0                  |             | -           | -           | 87     | 8      |
| 2017-2018           | Boca Juniors        | PD                  | 24         | 4          | CA              | 4               | 0               | CL                 | 11                 | 0                  | SC          | 1           | 0           | 40     | 4      |
| 2018-2019           | Boca Juniors        | PD                  | 12         | 2          | CA+CDL          | 0+6             | 0               | CL                 | 8                  | 0                  | SC          | 1           | 0           | 27     | 2      |
| Totale Boca Juniors | Totale Boca Juniors | Totale Boca Juniors | 36         | 6          |                 | 10              | 0               |                    | 19                 | 0                  |             | 2           | 0           | 67     | 6      |
| 2019-2020           | Cagliari            | A                   | 35         | 2          | CI              | 3               | 0               | -                  | -                  | -                  | -           | -           | -           | 38     | 2      |
| 2020-2021           | Cagliari            | A                   | 32         | 2          | CI              | 2               | 0               | -                  | -                  | -                  | -           | -           | -           | 34     | 2      |
| 2021-2022           | Cagliari            | A                   | 21         | 0          | CI              | 1               | 0               | -                  | -                  | -                  | -           | -           | -           | 22     | 0      |
| 2022-2023           | Cagliari            | B                   | 33+4       | 0          | CI              | 0               | 0               | -                  | -                  | -                  | -           | -           | -           | 37     | 0      |
| 2023-2024           | Cagliari            | A                   | 33         | 2          | CI              | 1               | 0               | -                  | -                  | -                  | -           | -           | -           | 34     | 2      |
| Totale Cagliari     | Totale Cagliari     | Totale Cagliari     | 154+4      | 6          |                 | 7               | 0               |                    | -                  | -                  |             | -           | -           | 165    | 6      |
| 2024-2025           | Al-Qadisiya         | SPL                 | 21         | 0          | KC              | 2               | 0               | -                  | -                  | -                  | -           | -           | -           | 17     | 0      |
| Totale carriera     | Totale carriera     | Totale carriera     | 268        | 19         |                 | 19              | 0               |                    | 30                 | 0                  |             | 2           | 0           | 317    | 19     |

### Cronologia presenze e reti in nazionale
| Cronologia completa delle presenze e delle reti in nazionale ― Uruguay | Cronologia completa delle presenze e delle reti in nazionale ― Uruguay | Cronologia completa delle presenze e delle reti in nazionale ― Uruguay | Cronologia completa delle presenze e delle reti in nazionale ― Uruguay | Cronologia completa delle presenze e delle reti in nazionale ― Uruguay | Cronologia completa delle presenze e delle reti in nazionale ― Uruguay | Cronologia completa delle presenze e delle reti in nazionale ― Uruguay | Cronologia completa delle presenze e delle reti in nazionale ― Uruguay |
| Data                                                                   | Città                                                                  | In casa                                                                | Risultato                                                              | Ospiti                                                                 | Competizione                                                           | Reti                                                                   | Note                                                                   |
| ---------------------------------------------------------------------- | ---------------------------------------------------------------------- | ---------------------------------------------------------------------- | ---------------------------------------------------------------------- | ---------------------------------------------------------------------- | ---------------------------------------------------------------------- | ---------------------------------------------------------------------- | ---------------------------------------------------------------------- |
| 8-9-2015                                                               | San José                                                               | Costa Rica                                                             | 1 – 0                                                                  | Uruguay                                                                | Amichevole                                                             | -                                                                      | 37’                                                                    |
| 13-10-2015                                                             | Montevideo                                                             | Uruguay                                                                | 3 – 0                                                                  | Colombia                                                               | Qual. Mondiali 2018                                                    | -                                                                      | 86’                                                                    |
| 18-11-2015                                                             | Montevideo                                                             | Uruguay                                                                | 3 – 0                                                                  | Cile                                                                   | Qual. Mondiali 2018                                                    | -                                                                      | 80’                                                                    |
| 4-6-2017                                                               | Dublino                                                                | Irlanda                                                                | 3 – 1                                                                  | Uruguay                                                                | Amichevole                                                             | -                                                                      | 46’                                                                    |
| 7-6-2017                                                               | Nizza                                                                  | Italia                                                                 | 3 – 0                                                                  | Uruguay                                                                | Amichevole                                                             | -                                                                      | 61’                                                                    |
| 31-8-2017                                                              | Montevideo                                                             | Uruguay                                                                | 0 – 0                                                                  | Argentina                                                              | Qual. Mondiali 2018                                                    | -                                                                      |                                                                        |
| 5-9-2017                                                               | Asunción                                                               | Paraguay                                                               | 1 – 2                                                                  | Uruguay                                                                | Qual. Mondiali 2018                                                    | -                                                                      | 19’ 71’                                                                |
| 5-10-2017                                                              | San Cristóbal                                                          | Venezuela                                                              | 0 – 0                                                                  | Uruguay                                                                | Qual. Mondiali 2018                                                    | -                                                                      | 62’ 83’                                                                |
| 10-11-2017                                                             | Varsavia                                                               | Polonia                                                                | 0 – 0                                                                  | Uruguay                                                                | Amichevole                                                             | -                                                                      | 67’                                                                    |
| 23-3-2018                                                              | Nanning                                                                | Uruguay                                                                | 2 – 0                                                                  | Rep. Ceca                                                              | Amichevole                                                             | -                                                                      | 60’                                                                    |
| 26-3-2018                                                              | Nanning                                                                | Galles                                                                 | 0 – 1                                                                  | Uruguay                                                                | Amichevole                                                             | -                                                                      | 85’                                                                    |
| 8-6-2018                                                               | Montevideo                                                             | Uruguay                                                                | 3 – 0                                                                  | Uzbekistan                                                             | Amichevole                                                             | -                                                                      | 46’                                                                    |
| 15-6-2018                                                              | Ekaterinburg                                                           | Egitto                                                                 | 0 – 1                                                                  | Uruguay                                                                | Mondiali 2018 - 1º turno                                               | -                                                                      | 58’                                                                    |
| 20-6-2018                                                              | Rostov sul Don                                                         | Uruguay                                                                | 1 – 0                                                                  | Arabia Saudita                                                         | Mondiali 2018 - 1º turno                                               | -                                                                      | 82’                                                                    |
| 25-6-2018                                                              | Samara                                                                 | Uruguay                                                                | 3 – 0                                                                  | Russia                                                                 | Mondiali 2018 - 1º turno                                               | -                                                                      | 73’                                                                    |
| 30-6-2018                                                              | Soči                                                                   | Uruguay                                                                | 2 – 1                                                                  | Portogallo                                                             | Mondiali 2018 - Ottavi di finale                                       | -                                                                      | 81’                                                                    |
| 6-7-2018                                                               | Nižnij Novgorod                                                        | Uruguay                                                                | 0 – 2                                                                  | Francia                                                                | Mondiali 2018 - Quarti di finale                                       | -                                                                      | 73’                                                                    |
| 7-9-2018                                                               | Los Angeles                                                            | Messico                                                                | 1 – 4                                                                  | Uruguay                                                                | Amichevole                                                             | -                                                                      | 74’                                                                    |
| 12-10-2018                                                             | Seul                                                                   | Corea del Sud                                                          | 2 – 1                                                                  | Uruguay                                                                | Amichevole                                                             | -                                                                      | 27’ 46’                                                                |
| 16-10-2018                                                             | Saitama                                                                | Giappone                                                               | 4 – 3                                                                  | Uruguay                                                                | Amichevole                                                             | -                                                                      | 74’                                                                    |
| 22-3-2019                                                              | Nanning                                                                | Uruguay                                                                | 3 – 0                                                                  | Uzbekistan                                                             | Amichevole                                                             | -                                                                      | 77’                                                                    |
| 25-3-2019                                                              | Nanning                                                                | Thailandia                                                             | 0 – 4                                                                  | Uruguay                                                                | Amichevole                                                             | -                                                                      | 61’                                                                    |
| 7-6-2019                                                               | Montevideo                                                             | Uruguay                                                                | 3 – 0                                                                  | Panama                                                                 | Amichevole                                                             | -                                                                      | 75’                                                                    |
| 16-6-2019                                                              | Belo Horizonte                                                         | Uruguay                                                                | 4 – 0                                                                  | Ecuador                                                                | Coppa America 2019 - 1º turno                                          | -                                                                      | 64’                                                                    |
| 20-6-2019                                                              | Porto Alegre                                                           | Uruguay                                                                | 2 – 2                                                                  | Giappone                                                               | Coppa America 2019 - 1º turno                                          | -                                                                      | 60’                                                                    |
| 24-6-2019                                                              | Rio de Janeiro                                                         | Cile                                                                   | 0 – 1                                                                  | Uruguay                                                                | Coppa America 2019 - 1º turno                                          | -                                                                      | 46’                                                                    |
| 29-6-2019                                                              | Salvador                                                               | Uruguay                                                                | 0 – 0 dts (4 – 5 dtr)                                                  | Perù                                                                   | Coppa America 2019 - Quarti di finale                                  | -                                                                      | 57’                                                                    |
| 7-9-2019                                                               | San José                                                               | Costa Rica                                                             | 1 – 2                                                                  | Uruguay                                                                | Amichevole                                                             | -                                                                      | 45’                                                                    |
| 10-9-2019                                                              | Saint Louis                                                            | Stati Uniti                                                            | 1 – 1                                                                  | Uruguay                                                                | Amichevole                                                             | -                                                                      | 82’                                                                    |
| 12-10-2019                                                             | Montevideo                                                             | Uruguay                                                                | 1 – 0                                                                  | Perù                                                                   | Amichevole                                                             | -                                                                      | 62’                                                                    |
| 15-10-2019                                                             | Lima                                                                   | Perù                                                                   | 1 – 1                                                                  | Uruguay                                                                | Amichevole                                                             | -                                                                      | 63’                                                                    |
| 8-10-2020                                                              | Montevideo                                                             | Uruguay                                                                | 2 – 1                                                                  | Cile                                                                   | Qual. Mondiali 2022                                                    | -                                                                      | 46’                                                                    |
| 13-10-2020                                                             | Quito                                                                  | Ecuador                                                                | 4 – 2                                                                  | Uruguay                                                                | Qual. Mondiali 2022                                                    | -                                                                      | 46’                                                                    |
| 13-11-2020                                                             | Barranquilla                                                           | Colombia                                                               | 0 – 3                                                                  | Uruguay                                                                | Qual. Mondiali 2022                                                    | -                                                                      | 49’                                                                    |
| 17-11-2020                                                             | Montevideo                                                             | Uruguay                                                                | 0 – 2                                                                  | Brasile                                                                | Qual. Mondiali 2022                                                    | -                                                                      | 66’                                                                    |
| 8-6-2021                                                               | Caracas                                                                | Venezuela                                                              | 0 – 0                                                                  | Uruguay                                                                | Qual. Mondiali 2022                                                    | -                                                                      | 75’                                                                    |
| 18-6-2021                                                              | Brasilia                                                               | Argentina                                                              | 1 – 0                                                                  | Uruguay                                                                | Coppa America 2021 - 1º turno                                          | -                                                                      | 46’                                                                    |
| 21-6-2021                                                              | Cuiabá                                                                 | Uruguay                                                                | 1 – 1                                                                  | Cile                                                                   | Coppa America 2021 - 1º turno                                          | -                                                                      | 46’                                                                    |
| 24-6-2021                                                              | Cuiabá                                                                 | Bolivia                                                                | 0 – 2                                                                  | Uruguay                                                                | Coppa America 2021 - 1º turno                                          | -                                                                      |                                                                        |
| 28-6-2021                                                              | Rio de Janeiro                                                         | Uruguay                                                                | 1 – 0                                                                  | Paraguay                                                               | Coppa America 2021 - 1º turno                                          | -                                                                      |                                                                        |
| 3-7-2021                                                               | Brasilia                                                               | Uruguay                                                                | 0 – 0 dts (2 – 4 dtr)                                                  | Colombia                                                               | Coppa America 2021 - Quarti di finale                                  | -                                                                      |                                                                        |
| 2-9-2021                                                               | Lima                                                                   | Perù                                                                   | 1 – 1                                                                  | Uruguay                                                                | Qual. Mondiali 2022                                                    | -                                                                      |                                                                        |
| 5-9-2021                                                               | Montevideo                                                             | Uruguay                                                                | 4 – 2                                                                  | Bolivia                                                                | Qual. Mondiali 2022                                                    | -                                                                      |                                                                        |
| 9-9-2021                                                               | Montevideo                                                             | Uruguay                                                                | 1 – 0                                                                  | Ecuador                                                                | Qual. Mondiali 2022                                                    | -                                                                      | 80’                                                                    |
| 7-10-2021                                                              | Montevideo                                                             | Uruguay                                                                | 0 – 0                                                                  | Colombia                                                               | Qual. Mondiali 2022                                                    | -                                                                      |                                                                        |
| 10-10-2021                                                             | Buenos Aires                                                           | Argentina                                                              | 3 – 0                                                                  | Uruguay                                                                | Qual. Mondiali 2022                                                    | -                                                                      | 75’                                                                    |
| 14-10-2021                                                             | Manaus                                                                 | Brasile                                                                | 4 – 1                                                                  | Uruguay                                                                | Qual. Mondiali 2022                                                    | -                                                                      | 46’                                                                    |
| 12-11-2021                                                             | Montevideo                                                             | Uruguay                                                                | 0 – 1                                                                  | Argentina                                                              | Qual. Mondiali 2022                                                    | -                                                                      | 64’                                                                    |
| 16-11-2021                                                             | La Paz                                                                 | Bolivia                                                                | 3 – 0                                                                  | Uruguay                                                                | Qual. Mondiali 2022                                                    | -                                                                      | 63’                                                                    |
| 8-9-2023                                                               | Montevideo                                                             | Uruguay                                                                | 3 – 1                                                                  | Cile                                                                   | Qual. Mondiali 2026                                                    | -                                                                      | 86’                                                                    |
| 12-9-2023                                                              | Quito                                                                  | Ecuador                                                                | 2 – 1                                                                  | Uruguay                                                                | Qual. Mondiali 2026                                                    | -                                                                      |                                                                        |
| 12-10-2023                                                             | Barranquilla                                                           | Colombia                                                               | 2 – 2                                                                  | Uruguay                                                                | Qual. Mondiali 2026                                                    | -                                                                      | 61’                                                                    |
| 17-10-2023                                                             | Montevideo                                                             | Uruguay                                                                | 2 – 0                                                                  | Brasile                                                                | Qual. Mondiali 2026                                                    | -                                                                      | 57’ 68’                                                                |
| 26-3-2024                                                              | Lens                                                                   | Costa d'Avorio                                                         | 2 – 1                                                                  | Uruguay                                                                | Amichevole                                                             | -                                                                      | 65’ 90’                                                                |
| 5-6-2024                                                               | Denver                                                                 | Messico                                                                | 0 – 4                                                                  | Uruguay                                                                | Amichevole                                                             | -                                                                      |                                                                        |
| 23-6-2024                                                              | Miami Gardens                                                          | Uruguay                                                                | 3 – 1                                                                  | Panama                                                                 | Coppa America 2024 - 1º turno                                          | -                                                                      |                                                                        |
| 27-6-2024                                                              | East Rutherford                                                        | Uruguay                                                                | 5 – 0                                                                  | Bolivia                                                                | Coppa America 2024 - 1º turno                                          | -                                                                      |                                                                        |
| 1-7-2024                                                               | Kansas City                                                            | Stati Uniti                                                            | 0 – 1                                                                  | Uruguay                                                                | Coppa America 2024 - 1º turno                                          | -                                                                      |                                                                        |
| 6-7-2024                                                               | Paradise                                                               | Uruguay                                                                | 0 – 0 (4 – 2 dtr)                                                      | Brasile                                                                | Coppa America 2024 - Quarti di finale                                  | -                                                                      | 74’                                                                    |
| 13-7-2024                                                              | Charlotte                                                              | Canada                                                                 | 2 – 2 (3 – 4 dtr)                                                      | Uruguay                                                                | Coppa America 2024 - Finale 3º posto                                   | -                                                                      |                                                                        |
| 6-9-2024                                                               | Montevideo                                                             | Uruguay                                                                | 0 – 0                                                                  | Paraguay                                                               | Qual. Mondiali 2026                                                    | -                                                                      | 84’                                                                    |
| 11-10-2024                                                             | Lima                                                                   | Perù                                                                   | 1 – 0                                                                  | Uruguay                                                                | Qual. Mondiali 2026                                                    | -                                                                      | 84’ 90’                                                                |
| 15-10-2024                                                             | Montevideo                                                             | Uruguay                                                                | 0 – 0                                                                  | Ecuador                                                                | Qual. Mondiali 2026                                                    | -                                                                      |                                                                        |
| 15-11-2024                                                             | Montevideo                                                             | Uruguay                                                                | 3 – 2                                                                  | Colombia                                                               | Qual. Mondiali 2026                                                    | -                                                                      | 80’                                                                    |
| 21-3-2025                                                              | Montevideo                                                             | Uruguay                                                                | 0 – 1                                                                  | Argentina                                                              | Qual. Mondiali 2026                                                    | -                                                                      | 64’                                                                    |
| 25-3-2025                                                              | El Alto                                                                | Bolivia                                                                | 0 – 0                                                                  | Uruguay                                                                | Qual. Mondiali 2026                                                    | -                                                                      | 62’                                                                    |
| 5-6-2025                                                               | Asunción                                                               | Paraguay                                                               | 2 – 0                                                                  | Uruguay                                                                | Qual. Mondiali 2026                                                    | -                                                                      |                                                                        |
| 10-6-2025                                                              | Montevideo                                                             | Uruguay                                                                | 2 – 0                                                                  | Venezuela                                                              | Qual. Mondiali 2026                                                    | -                                                                      | 45+3’ 86’                                                              |
| Totale                                                                 |                                                                        | Presenze                                                               | 68                                                                     |                                                                        | Reti                                                                   | 0                                                                      |                                                                        |

## Palmarès

### Club

#### Competizioni nazionali
- Campionato uruguaiano: 1

Peñarol: 2015-2016
- Campionato argentino: 1

Boca Juniors: 2017-2018
- Supercopa Argentina: 1

Boca Juniors: 2018